# Nagos
A palavra Nagos refere-se a todos os Iorubá brasileiros, seus descendentes africanos, o mito Iorubá, rituais e padrões cosmológicos. Nagos deriva da palavra anago, um termo usado pelos povos de língua fon para descrever pessoas de língua iorubá do reino de Queto,
No final do comércio de escravos na década de 1880, os Nagos se destacaram como o grupo africano mais frequentemente transportado para o Brasil. Os Nagos foram importantes para a história do comércio de escravos naquele momento do século XIX, pois o Brasil solicitava mais pessoas escravizadas à medida que a demanda por produtos desta região crescia e as duras condições nas plantações exigiam uma alta rotatividade.
Este grupo específico de africanos compõe o maior grupo étnico no Brasil, com muita influência, já que foi o grupo mais recente a imigrar para o Brasil, e as pessoas escravizadas brasileiras de origem afro tiveram uma grande contribuição para a economia brasileira.
A alta demanda por mão de obra nas plantações levou o Brasil a importar pessoas escravizadas da tribo Nagos. Nos tempos coloniais, as pessoas escravizadas brasileiras, dada sua baixa condição e perspectivas precárias, podiam esperar trabalhar até a morte.
No entanto, a cultura africana foi transmitida através da religião e práticas culturais, e influenciou outros povos no Brasil. Os Nagos foram forçados a ocupar o mais baixo status na hierarquia na América Latina e se adaptaram. Um dos aspectos culturais mais importantes a serem descobertos no Brasil é a religião Iorubá. Essa religião africana sobreviveu desde a época da escravidão e hoje uma grande parte da população brasileira ainda a pratica e mantém.

## Escravidão no Brasil
As pessoas escravizadas da África eram mais baratas do que as da Europa, o que pode explicar por que os portugueses usaram africanos para impulsionar as novas economias na América Latina. O escravo comum recebia um respeito mínimo. O entendimento entre mestre e escravo tinha um custo muito menor em obrigações recíprocas do que qualquer outro grupo de trabalho na sociedade. Isso criou um cisão ou luta por recursos na troca social. Os escravos não controlavam suas vidas como os cidadãos de classe mais alta e eram distinguidos de todas as outras classes na sociedade por meio de parentesco, família e deveres comunitários.
Cerca de 4,8 milhões de escravos foram transportados para o Brasil. O povo africano espalhou-se pelo mundo. O trabalho pesado realizado pelos escravos foi a principal fonte de riqueza no país. Em toda a América Latina, os africanos ajudaram a moldar as plantações e as comunidades industriais. O Tráfico de Escravos Africanos não começou na América Latina, mas foi adotado na Europa em 1455 pelo Papa Nicolau V, que concedeu o direito de reduzir à escravidão os habitantes da costa sul da África que resistissem ao Cristianismo. Os portugueses criaram um comércio de escravos na África Ocidental, exportando escravos para cidades ibéricas como Sevilha e Lisboa. A escravidão africana teve uma demanda constante, mas limitada, na Europa. Os povos indígenas do Brasil não podiam atender à demanda por mão de obra da economia das plantações, então a força de trabalho aumentou com a importação de escravos da África Ocidental.
As pessoas escravizadas eram vítimas da demanda por sua força física e resistência para realizar tarefas em climas extremos. Um escravo médio tinha mobilidade social limitada. As pessoas escravizadas lutavam contra seus mestres de várias maneiras: por meio de suicídio, fuga, sabotagem e desafio às leis e normas sociais ou religiosas. Praticar sua própria cultura de maneira auto-preservativa os ajudava a se adaptar à nova ordem social e cultural. As pessoas escravizadas não tinham liberdade para circular livremente na América Latina, mas a aplicação das leis de casamento e outras dependia de considerações regionais e locais.
Como forma de combater a opressão da escravidão, os africanos fizeram o possível para preservar suas culturas nativas. Por exemplo, na República de Palmares, afro-brasileiros que escaparam da escravidão formaram um assentamento de cerca de 20.000 pessoas negras que eram governadas por costumes e elementos culturais da África Ocidental, retirados da sociedade de escravos portuguesa da qual haviam fugido.

## Mistura
A cultura africana teve que se adaptar a novos desafios no Novo Mundo. Como minorias sem poder social, eles precisavam de ajuda de qualquer fonte. O mestizagem ou mistura de raças foi um efeito direto da colonização no Brasil e na América Latina em geral, e criou um povo misto e uma nova cultura de mestizaje. Os portugueses chamavam os filhos de africanos e nativos de cafuzos.
A extensa mistura forçou a autoridade espanhola a criar uma categoria legal para esse novo grupo racial que agora dominava muitas áreas da América Latina, a quem eles chamavam de Zambos. O México também viu a mistura de africanos e nativos, e proibiu casamentos inter-raciais. Além disso, as autoridades coloniais portuguesas e espanholas frequentemente promoviam a mestiçagem como política populacional em regiões pouco povoadas. O efeito da escravidão na sociedade afro-brasileira é semelhante ao dos negros na América do Norte pós-escravidão.
Como resultado, um sistema de castas baseado na cor surgiu; os negros ocupavam a classe econômica mais baixa. Os africanos sofreram racismo e opressão em suas tentativas de subir na escada social. Reformas e movimentos sociais por direitos ao longo dos séculos XIX e XX abriram caminho para os africanos na América Latina.
De acordo com cientistas sociais, formuladores de políticas e ativistas, a natureza essencial do Brasil é ser um país de raças mistas. Além disso, os movimentos negros no Brasil durante a década de 1990 resultaram em grandes mudanças no século XXI por meio de políticas de ação afirmativa em esferas governamentais em todo o Brasil.

## Religião Iorubá
As práticas rituais Iorubá incluem canto, dança, toques de tambor, possessão espiritual, cura ritual, respeito pelos ancestrais e adivinhação. A religião Iorubá é uma negociação ritual com os espíritos dos mortos. A religião Iorubá tem origem no oeste da Nigéria, que é de onde os povos Nagos também se originaram e onde a religião Iorubá se misturou com práticas cristãs.